# Cerataphis formosana
Cerataphis formosana är en insektsart som beskrevs av Takahashi, R. 1924. Cerataphis formosana ingår i släktet Cerataphis och familjen långrörsbladlöss. Inga underarter finns listade i Catalogue of Life.